# Braíma
Braíma Injai, meglio noto come Braíma (Bissau, 6 ottobre 1975), è un ex calciatore guineense, di ruolo centrocampista.